# Hisae Mitsuishi
Hisae Mitsuishi (三石 久江, Mistuishi Hisae), née le 21 septembre 1927 à Karafuto (préfecture de Karafuto) et décédée le 26 septembre 2023 à Makinohara (préfecture de Shizuoka), est une femme politique japonaise.
Membre du parti socialiste japonais et plus tard des libéraux pour la protection de la constitution, elle siège à la chambre des conseillers de 1989 à 1995.
Hisae Mitsuishi meurt à Makinohara le 26 septembre 2023, à l'âge de 96 ans.